# Mali Vrh (gmina Šmartno ob Paki)
Mali Vrh – wieś w Słowenii, w gminie Šmartno ob Paki. W 2018 roku liczyła 381 mieszkańców.